# 高田匡隆
高田 匡隆（たかだ まさたか、1977年 - ）は日本のクラシック音楽のピアニスト。

## 略歴
神奈川県出身。1996年、吹田音楽コンクールの本選でカロル・シマノフスキの12の練習曲を演奏し、20歳以前の段階でヴィルトゥオーゾ性を印象付け注目された。桐朋学園大学卒業後、米国マネス音楽院、ハンガリー国立リスト音楽院でピアノを学ぶ。現在は、イタリア国立サンタ・チェチリーア音楽院で研鑽を積んで帰国。第53回神奈川文化未来賞、青山音楽賞、イタリア共和国大統領賞・シノーポリ賞を受賞した中堅のピアノ奏者である。

## コンクール歴
- 2008年　ジュネス・ミュジカル主催モントリオール国際コンクールピアノ部門第二位（モントリオール）
- 2007年　ホセ・ロカ国際ピアノコンクール第三位　(バレンシア)
- 2007年　カントゥ国際ピアノコンクール古典派部門第二位、ロマン派部門第三位（カントゥ）
- 2006年　フランツ・リスト国際ピアノコンクール_(ヴァイマール)第二位(ヴァイマール)
- 2006年　リスト＝バルトーク国際ピアノコンクール入選（ブダペスト）
- 2006年　マリアカラス国際ピアノコンクール第二位(アテネ)
- 2005年　"A.M.A. Calabria"国際ピアノコンクール優勝（ラメツィア・テルメ)
- 2005年　ハエン国際ピアノコンクール第三位(ハエン)
- 2005年　エンニオ・ポリーノ国際ピアノコンクール第三位（カリアリ）
- 2004年　仙台国際音楽コンクールピアノ部門第二位（仙台）
- 2004年　第9回浜松国際ピアノアカデミーコンクール第二位 (浜松)
- 2003年　グランド・コンツェルテウム国際ピアノコンクール第二位(マラトン)
- 2002年　フランツ・リスト国際ピアノコンクール_(ヴロツワフ)第三位 (ヴロツワフ)
- 1999年　第68回日本音楽コンクール第一位 (東京)
- 1998年　第67回日本音楽コンクール第三位 (東京)
- 1996年　第7回吹田音楽コンクールピアノ部門第一位  (吹田)